# يان جيبسون (لاعب كرة قدم بريطاني)
يان جيبسون (بالإنجليزية: Ian James Gibson)‏ (3 فبراير 1956 - ) هو لاعب كرة قدم بريطاني في مركز الوسط. لعب مع نادي أبردين ونادي كيلمارنوك وNairn County F.C. ‏.